# Parc national historique - Citadelle, Sans Souci, Ramiers
Cet article concerne le palais Sans-souci d'Haïti. Pour le palais de Sanssouci en Allemagne, voir Palais de Sanssouci.
Situé à Milot dans le nord d'Haïti, le Parc national historique dont le nom officiel est parc national historique Citadelle Sans-Souci Ramiers et l’abbréviation PNH-CSSR, est un parc national créé en  1968 et classé Catégorie V par l'IUCN. Il est reconnu au patrimoine mondial de l'UNESCO en 1982. Sa superficie est d’environ 25 286 hectares, un arrêté de 2010 en a fixé les limites actuelles. Il se situe principalement dans la commune de Dondon, puis Milot et en très faible part sur les communes de Grande Rivière du Nord et Plaine-du-Nord.
L’état souhaite borner cet espace avec 127 bornes, à une distance de 200 m chacune, la première étant située sur le pont de Milot. 
Le parc comprend principalement les ruines du palais de Sans Souci, et la citadelle La Ferrière.
Le parc est traversé principalement par les rivières La Passe, Rivière Vaseux, Rivière Madan Elmon, Ravine Saut d’Eau et la route nationale 3.

## Patrimoine

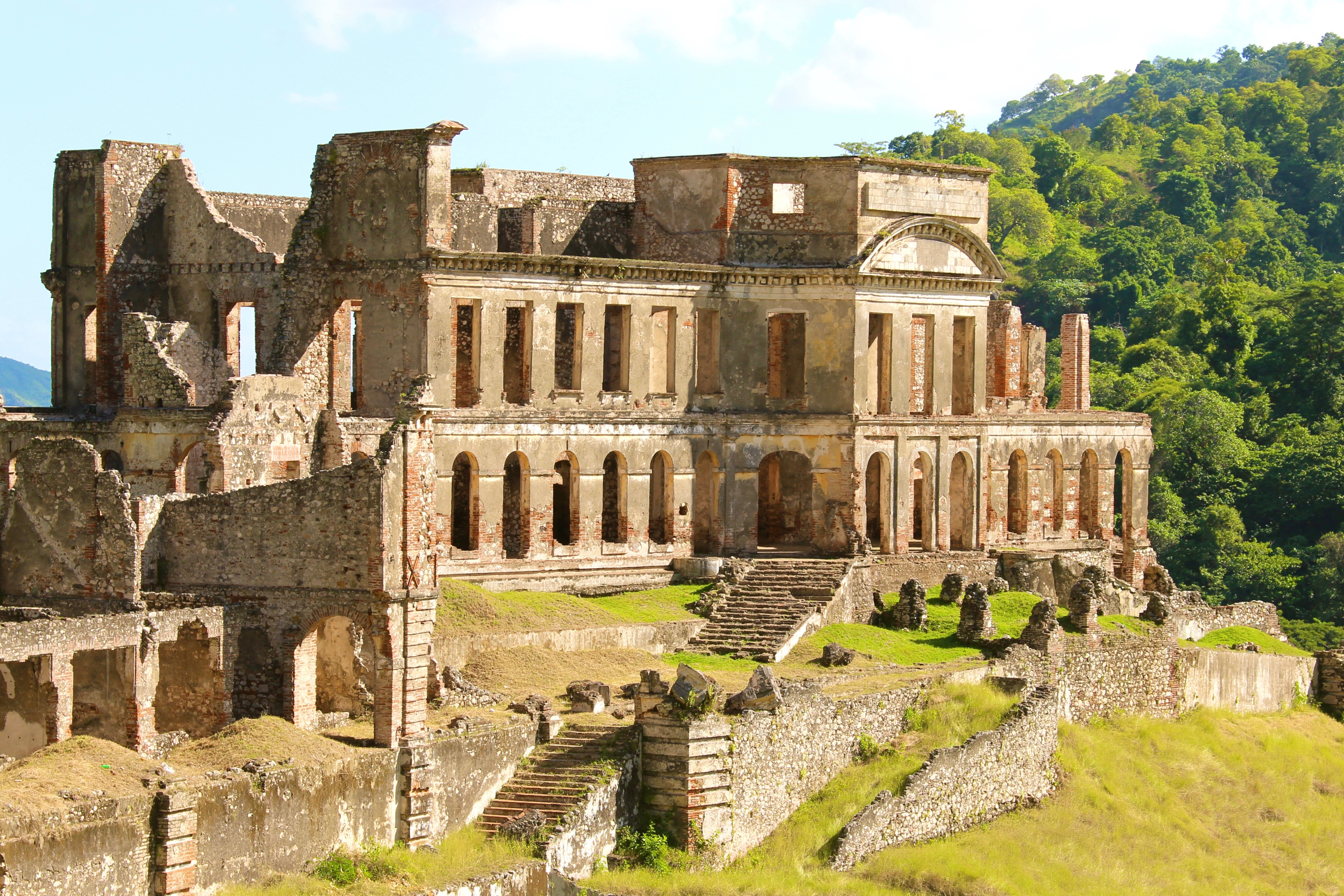
Le palais Sans-Souci.

Construit au XIXe siècle, le palais Sans Souci est l'œuvre d'Henri Christophe, l'un des héros de la guerre de l'indépendance autoproclamé roi. Il a ordonné la construction du grand palais dans un style qui rivaliserait avec celui du château de Versailles.

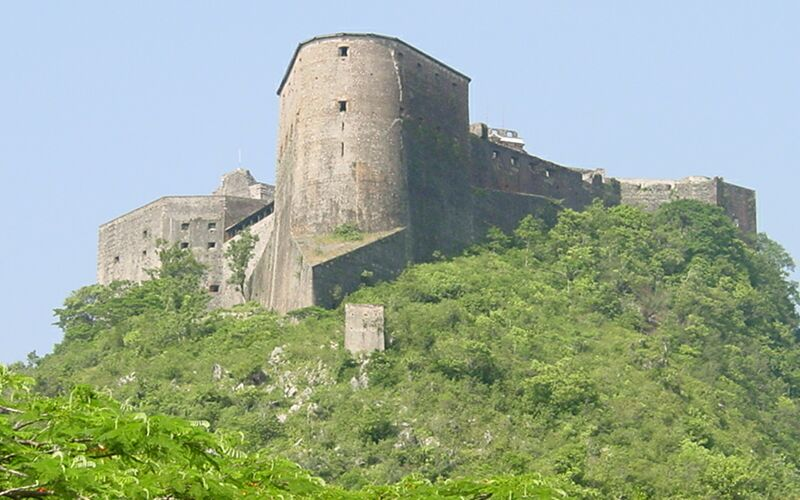
La citadelle La Ferrière.

La citadelle La Ferrière, construite à 900 m d'altitude également par Henri Christophe, est la plus grande forteresse des Caraïbes. Elle a été érigée après l'indépendance (1804) pour défendre la partie nord de l'île contre un éventuel retour des Français. 20 000 personnes participèrent aux travaux de construction qui durèrent 14 années.
Ces constructions abritaient la résidence royale mais aussi le siège du gouvernement, des casernes et même un hôpital.
Elles furent en parties détruites par le tremblement de terre de 1842 et jamais reconstruites. D’autres vestiges et ruines sont visibles à Dubreuil, Saut d’Eau, Presbytère, Arsenal, Briquis, Four à chaux, Ginette, Junca, Ducreux, Pyramide Ramiers, Sentinelle Ramiers, Arnaud, Hériveau. Plusieurs sources ont été répertoriées comme Derrière La Source, Adam, La Garène, Junca I et II, Rivière Madan Elmon, Man Durand, Bois-Lait, Digoterie, Ramiers, Figuier, Palmiste, Source à Roi, Pierre, Colmine, Ca Milot, Source à Charles, Bégot, Médecin, Sans-Souci, Source dèyè Prison, Brisement. Il existe également des grottes comme Voûte Adam dénommée aussi voûte Kadelia, Grand Gouffre, Ramiers, En bas Ramiers, Ca Yenbe, Brisement.